# Najświętsza Maryja Panna Różańcowa
Najświętsza Maryja Panna Różańcowa – tytuł używany przez wyznawców katolicyzmu w określeniu do Maryi. W odmienności od innych tytułów i wezwań maryjnych, ten tytuł nie jest związany z określonym wizerunkiem, figurą, sanktuarium, kościołem, a z modlitwą i nabożeństwem różańcowym.

## Święto

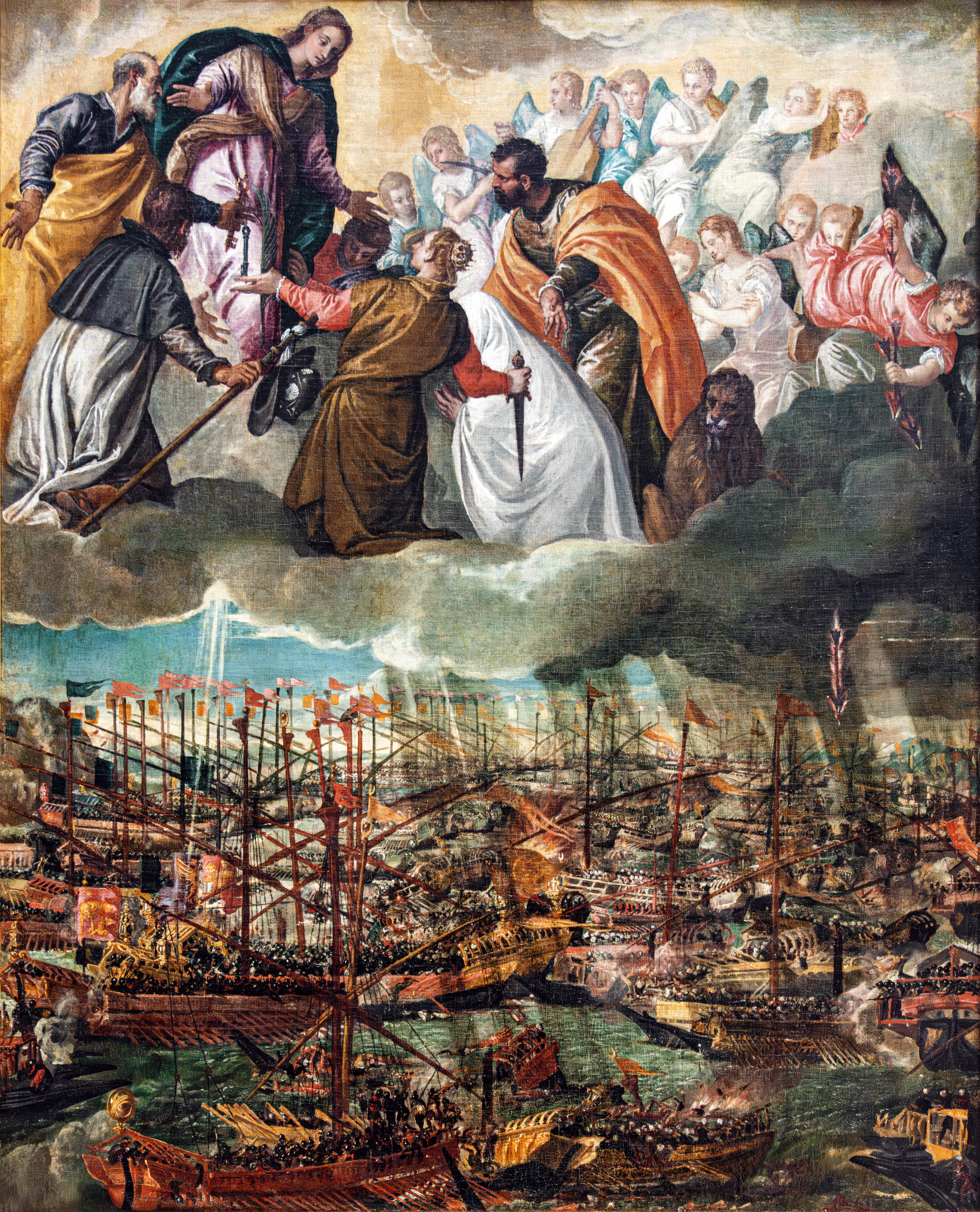
Bitwa pod Lepanto, Paolo Veronese

Najświętszej Maryi Panny Różańcowej czczone jest 7 października. Dzień ten jest rocznicą bitwy pod Lepanto (1571), w której państwa Świętej Ligi skupione wokół Państwa Kościelnego pokonały flotę Imperium Osmańskiego. Papież Pius V ogłosił w 1572 roku ten dzień świętem Matki Bożej Zwycięskiej. Rok później, decyzją  papieża Grzegorza XIII zmieniono nazwę na Święto Różańca. Papież Klemens XII w 1716 roku nakazał świętowanie tego dnia Kościołowi na całym świecie, jednocześnie przeniósł świętowanie tego dnia na pierwszą niedzielę października. W 1913 roku Pius X przywrócił święto na 7 października. Od 1969 roku, decyzją Pawła VI, 7 października obchodzone jest święto Najświętszej Maryi Panny Różańcowej.

## Szczególne miejsca kultu

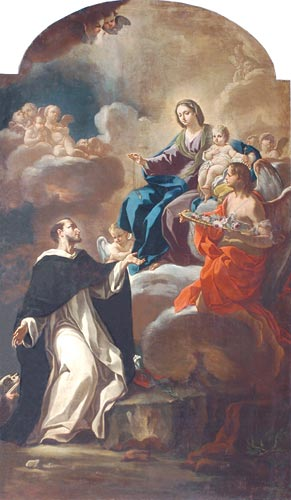
Nicoa Porta – Madonna del Rosario

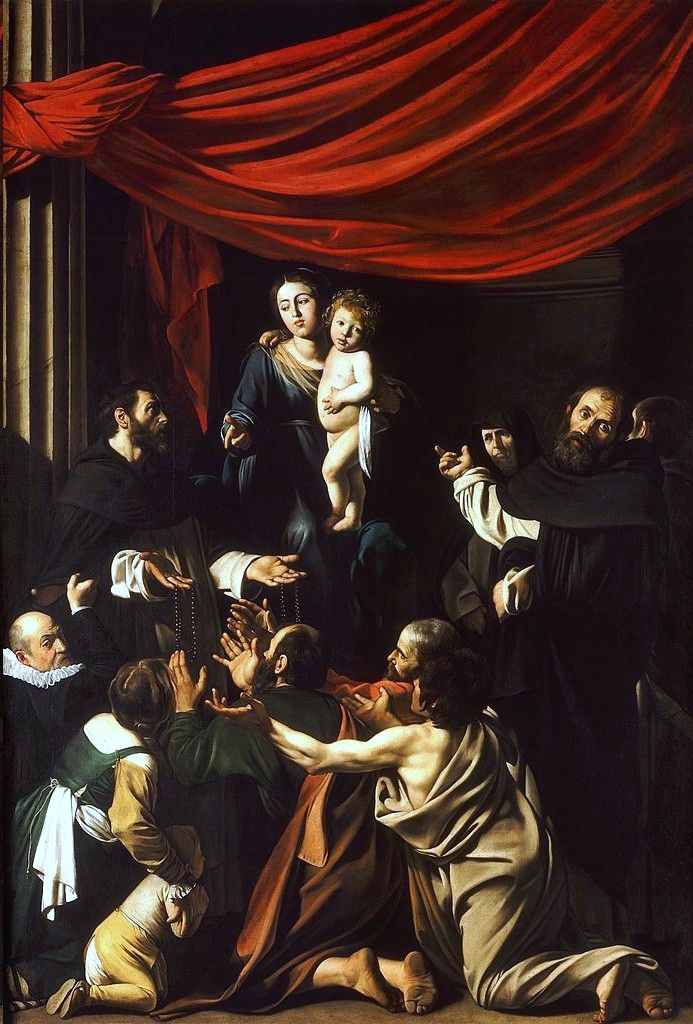
Michelangelo Caravaggio – Madonna Różańcowa

Na świecie znajdują się liczne miejsca nazywane sanktuarium Najświętszej Maryi Panny Różańcowej. W dużej części są to ośrodki związane z zakonem dominikańskim, w którym modlitwa różańcowa ma szczególne znaczenie i według legendy założyciel dominikanów – Dominik Guzmán – otrzymać miał różaniec od Matki Bożej w objawieniu jakiego doświadczył. Współcześnie kult modlitwy różańcowej związany jest z kultem i objawieniami Najświętszej Maryi Panny z Lourdes oraz Matki Bożej Fatimskiej. Jednym z przesłań przekazanych w czasie objawień była prośba o nieustanną modlitwę różańcową.
Przykładowe ośrodki religijne szczególnie związane z kultem religijnym to:
- Papieskie Sanktuarium Matki Bożej Różańcowej w Pompejach
- Bazylika Matki Bożej Różańcowej w Lourdes
- Kościół św. Józefa w Catenanuova
- Klasztor św. Stefana w Salamance
- Klasztor Matki Bożej Różańcowej i św. Dominika w Cádizie
- Sanktuarium Matki Bożej Różańcowej w Hellín
- Sanktuarium Matki Bożej Różańcowej w Luque
- Kościół św. Dominika w Meksyku (mieście)
- Kościół św. Dominika w Oaxaca
- Klasztor św. Dominika w Cuzco
- Bazylika Matki Bożej Różańcowej i św. Dominika w Limie
- Katedra Matki Bożej Różańcowej w Cabimas
- Sanktuarium Matki Bożej Różańcowej z Fatimy w São Paulo
- Kościół Nuestra Señora del Rosario de Chiquinquirá w El Santuario
- Kościół św. Dominika w Santiago de Chile
- Bazylika katedralna Matki Bożej Różańcowej w Rosario
- Bazylika Matki Bożej Różańcowej w Bacongo

### Polskie sanktuaria i kościoły z obrazami Matki Bożej Różańcowej

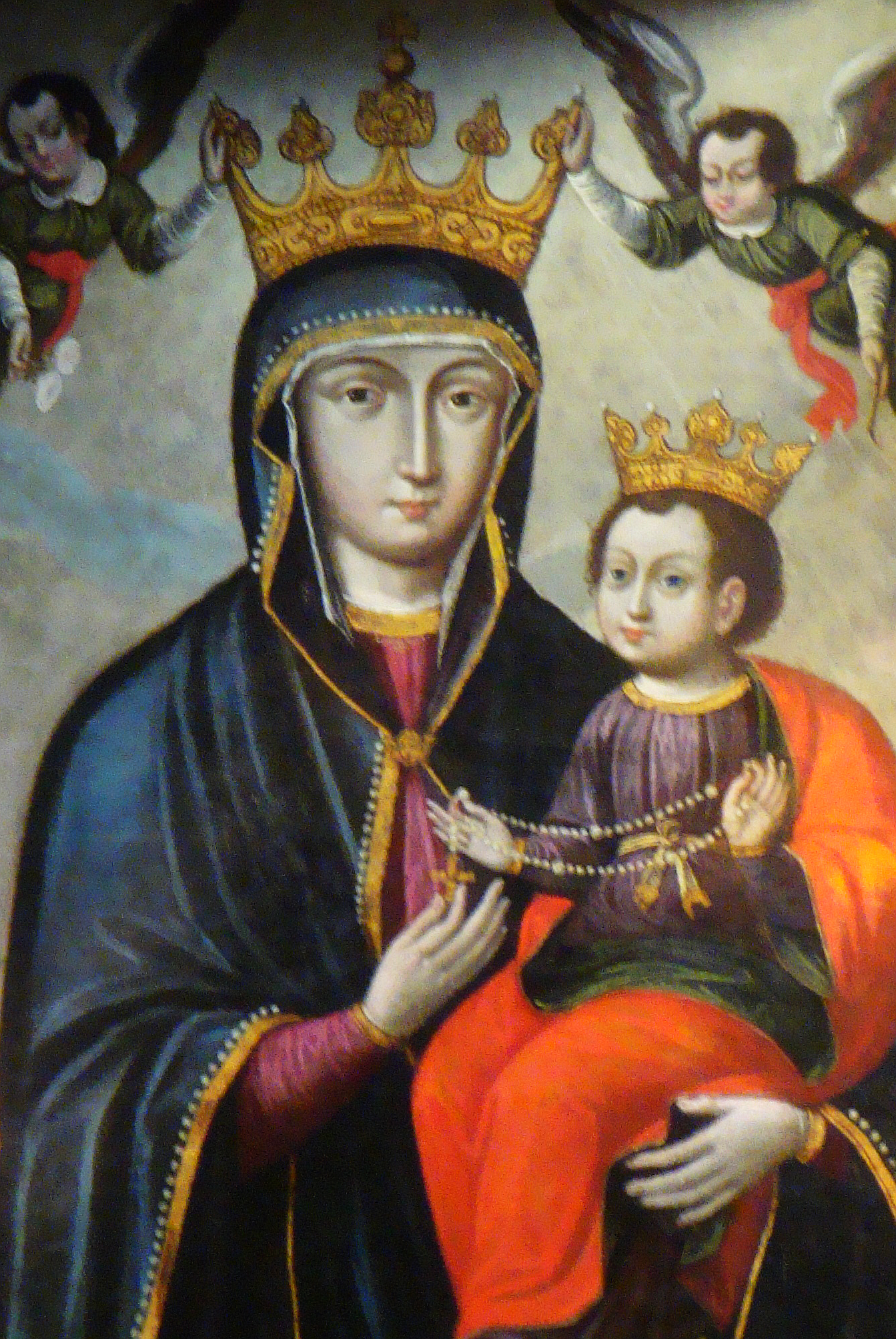
Matka Boża Różańcowa z Sandomierza

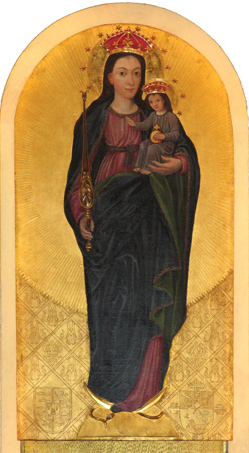
Matka Boża Różańcowa ze Służewa

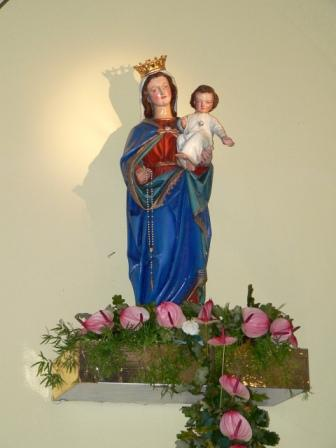
Matka Boża Różańcowa w Korniatkowie Południowym

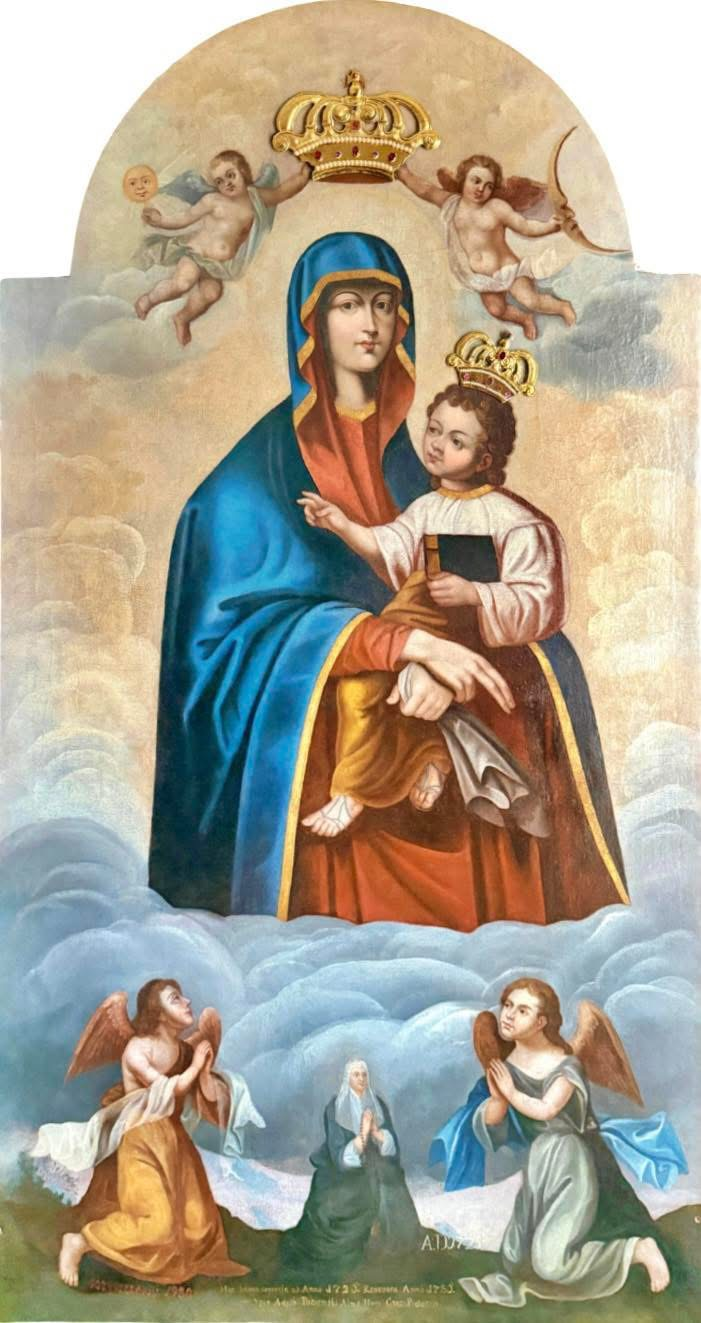
Matka Boża Różańcowa w Andrychówska

Wybrane ośrodku kultu Matki Bożej Różańcowej w Polsce: 
- Kościół św. Jakuba w Sandomierzu – Sanktuarium Matki Bożej Różańcowej (dominikanie)
- Kościół św. Wojciecha we Wrocławiu – Sanktuarium Matki Bożej Różańcowej (dominikanie)
- Bazylika Świętej Trójcy w Krakowie – Sanktuarium Matki Bożej Różańcowej (dominikanie)
- Kościół św. Dominika w Warszawie - Służewiu – Sanktuarium Matki Bożej Różańcowej (dominikanie)
- Sanktuarium Matki Bożej Różańcowej w Bochni
- Sanktuarium Matki Bożej Różańcowej Łaskawej w Janowie Lubelskim (dawny kościół dominikanów)
- Sanktuarium Matki Bożej Różańcowej Królowej Rodzin w Ożarowie
- Sanktuarium Najświętszej Maryi Panny Królowej Różańca Świętego w Wysokim Kole
- Sanktuarium Matki Bożej Różańcowej w Nowolesiu
- Sanktuarium Matki Bożej Różańcowej w Myszkowie-Mrzygłodzie
- Sanktuarium Matki Bożej Różańcowej w Poznaniu (jezuici)
- Sanktuarium Matki Bożej Różańcowej w Zbąszyniu
- Sanktuarium Matki Bożej Różańcowej w Sokołowie
- Kościół Matki Bożej Różańcowej w Kamiennej Górze
- Kościół pw. Matki Boskiej Różańcowej w Wałbrzychu (Glinik Stary)
- Kościół św. Macieja w Andrychowie
- Kościół Matki Bożej Różańcowej w Kłodzku (franciszkanie)
- Kościół św. Marcina w Łużnej
- Kościół Matki Bożej Różańcowej w Toporowie
- Kościół Matki Bożej Różańcowej w Korniaktowie Południowym
- Kościół Matki Bożej Różańcowej w Osówce
- Kościół Zwiastowania Najświętszej Maryi Panny w Krasnymborze
- Kościół Matki Bożej Różańcowej, św. Jana Kantego oraz Matki Bożej Pocieszenia w Przydonicy
- Kościół św. Małgorzaty w Smardzowicach
- Kościół Matki Boskiej Różańcowej w Rzeczycach
- Kościół Podwyższenia Krzyża Świętego w Lidzie
- Kościół św. Macieja w Andrychowie

### Matka Boża Różańcowa w sztuce
Temat Matki Bożej z różańcem był na przestrzeni historii bardzo często wykorzystywany przez malarzy. Wybrane obrazy: 
- Madonna Różańcowa – obraz Caravaggia
- Madonna z różańcem – obraz Bartolomé Estebana Murilla